# Uladzislaŭ Mal'kevič
Uladzislaŭ Sjarheevič Mal'kevič (in bielorusso Уладзіслаў Сяргеевіч Малькевіч?; Maladzečna, 4 dicembre 1999) è un calciatore bielorusso, difensore dell'Ural e della nazionale bielorussa.

## Carriera

### Club
Cresciuto nel settore giovanile del BATĖ Borisov, ha esordito in prima squadra il 28 ottobre 2016, disputando l'incontro di campionato vinto per 0-3 contro il Krumkačy Minsk.

### Nazionale
Ha rappresentato le nazionali giovanili bielorusse Under-17, Under-19 ed Under-21.
Il 3 giugno 2022 ha esordito con la nazionale maggiore bielorussa, giocando l'incontro perso per 0-1 contro la Slovacchia, valido per la UEFA Nations League 2022-2023.
Il 10 giugno segna il suo primo gol in nazionale, e primo della nazionale bielorussa nell'edizione di UEFA Nations League, contro il Kazakistan; grazie al suo gol la partita finisce 1-1.

## Statistiche

### Presenze e reti nei club
Statistiche aggiornate al 4 giugno 2022.
| Stagione        | Squadra         | Campionato      | Campionato | Campionato | Coppe nazionali | Coppe nazionali | Coppe nazionali | Coppe continentali | Coppe continentali | Coppe continentali | Altre coppe | Altre coppe | Altre coppe | Totale | Totale |
| Stagione        | Squadra         | Comp            | Pres       | Reti       | Comp            | Pres            | Reti            | Comp               | Pres               | Reti               | Comp        | Pres        | Reti        | Pres   | Reti   |
| --------------- | --------------- | --------------- | ---------- | ---------- | --------------- | --------------- | --------------- | ------------------ | ------------------ | ------------------ | ----------- | ----------- | ----------- | ------ | ------ |
| 2016            | BATĖ Borisov    | VL              | 1          | 0          | CB              | 1               | 0               | UCL+UEL            | 0                  | 0                  | SB          | 0           | 0           | 2      | 0      |
| 2017            | BATĖ Borisov    | VL              | 0          | 0          | CB              | 1               | 0               | UCL+UEL            | 0                  | 0                  | SB          | 0           | 0           | 1      | 0      |
| 2018            | BATĖ Borisov    | VL              | 2          | 0          |                 | -               | -               | UCL+UEL            | 0                  | 0                  | SB          | 0           | 0           | 2      | 0      |
| 2019            | BATĖ Borisov    | VL              | 0          | 0          |                 | -               | -               | UCL+UEL            | 0                  | 0                  | SB          | 0           | 0           | 0      | 0      |
| 2020            | Slavija-Mazyr   | VL              | 17         | 2          | CB              | 2               | 1               |                    | -                  | -                  |             | -           | -           | 19     | 3      |
| gen.-lug. 2021  | BATĖ Borisov    | VL              | 4          | 0          | CB+CB           | 3+1             | 0               | UECL               | -                  | -                  | SB          | 0           | 0           | 8      | 0      |
| lug.-dic. 2021  | Slavija-Mazyr   | VL              | 12+2       | 2+0        |                 | -               | -               |                    | -                  | -                  |             | -           | -           | 14     | 2      |
| 2022            | BATĖ Borisov    | VL              | 9          | 1          | CB              | 5               | 0               | UECL               | 0                  | 0                  | SB          | 1           | 0           | 15     | 1      |
| Totale carriera | Totale carriera | Totale carriera | 47         | 5          |                 | 13              | 1               |                    | 0                  | 0                  |             | 1           | 0           | 61     | 6      |

### Cronologia presenze e reti in nazionale
| Cronologia completa delle presenze e delle reti in nazionale ― Bielorussia | Cronologia completa delle presenze e delle reti in nazionale ― Bielorussia | Cronologia completa delle presenze e delle reti in nazionale ― Bielorussia | Cronologia completa delle presenze e delle reti in nazionale ― Bielorussia | Cronologia completa delle presenze e delle reti in nazionale ― Bielorussia | Cronologia completa delle presenze e delle reti in nazionale ― Bielorussia | Cronologia completa delle presenze e delle reti in nazionale ― Bielorussia | Cronologia completa delle presenze e delle reti in nazionale ― Bielorussia |
| Data                                                                       | Città                                                                      | In casa                                                                    | Risultato                                                                  | Ospiti                                                                     | Competizione                                                               | Reti                                                                       | Note                                                                       |
| -------------------------------------------------------------------------- | -------------------------------------------------------------------------- | -------------------------------------------------------------------------- | -------------------------------------------------------------------------- | -------------------------------------------------------------------------- | -------------------------------------------------------------------------- | -------------------------------------------------------------------------- | -------------------------------------------------------------------------- |
| 3-6-2022                                                                   | Novi Sad                                                                   | Bielorussia                                                                | 0 – 1                                                                      | Slovacchia                                                                 | UEFA Nations League 2022-2023 - 1º turno                                   | -                                                                          | 72’                                                                        |
| 6-6-2022                                                                   | Novi Sad                                                                   | Bielorussia                                                                | 0 – 0                                                                      | Azerbaigian                                                                | UEFA Nations League 2022-2023 - 1º turno                                   | -                                                                          | 31’ 83’                                                                    |
| 10-6-2022                                                                  | Novi Sad                                                                   | Bielorussia                                                                | 1 – 1                                                                      | Kazakistan                                                                 | UEFA Nations League 2022-2023 - 1º turno                                   | 1                                                                          | 65’                                                                        |
| 13-6-2022                                                                  | Mərdəkan                                                                   | Azerbaigian                                                                | 2 – 0                                                                      | Bielorussia                                                                | UEFA Nations League 2022-2023 - 1º turno                                   | -                                                                          | 71’                                                                        |
| 22-9-2022                                                                  | Astana                                                                     | Kazakistan                                                                 | 2 – 1                                                                      | Bielorussia                                                                | UEFA Nations League 2022-2023 - 1º turno                                   | -                                                                          | 84’                                                                        |
| 25-9-2022                                                                  | Bačka Topola                                                               | Slovacchia                                                                 | 1 – 1                                                                      | Bielorussia                                                                | UEFA Nations League 2022-2023 - 1º turno                                   | -                                                                          |                                                                            |
| 17-11-2022                                                                 | Dubai                                                                      | Siria                                                                      | 0 – 1                                                                      | Bielorussia                                                                | Amichevole                                                                 | -                                                                          | 68’                                                                        |
| 20-11-2022                                                                 | al-'Ayn                                                                    | Oman                                                                       | 2 – 0                                                                      | Bielorussia                                                                | Amichevole                                                                 | -                                                                          | 74’                                                                        |
| 25-3-2023                                                                  | Novi Sad                                                                   | Bielorussia                                                                | 0 – 5                                                                      | Svizzera                                                                   | Qual. Euro 2024                                                            | -                                                                          |                                                                            |
| 28-3-2023                                                                  | Bucarest                                                                   | Romania                                                                    | 2 – 1                                                                      | Bielorussia                                                                | Qual. Euro 2024                                                            | -                                                                          | 49’                                                                        |
| 19-6-2023                                                                  | Budapest                                                                   | Bielorussia                                                                | 2 – 1                                                                      | Kosovo                                                                     | Qual. Euro 2024                                                            | -                                                                          | 88’                                                                        |
| 9-9-2023                                                                   | Andorra la Vella                                                           | Andorra                                                                    | 0 – 0                                                                      | Bielorussia                                                                | Qual. Euro 2024                                                            | -                                                                          | 88’                                                                        |
| 12-9-2023                                                                  | Tel Aviv                                                                   | Israele                                                                    | 1 – 0                                                                      | Bielorussia                                                                | Qual. Euro 2024                                                            | -                                                                          | 59’                                                                        |
| 15-10-2023                                                                 | San Gallo                                                                  | Svizzera                                                                   | 3 – 3                                                                      | Bielorussia                                                                | Qual. Euro 2024                                                            | -                                                                          | 83’                                                                        |
| 21-11-2023                                                                 | Pristina                                                                   | Kosovo                                                                     | 0 – 1                                                                      | Bielorussia                                                                | Qual. Euro 2024                                                            | -                                                                          | 30’                                                                        |
| 7-6-2024                                                                   | Minsk                                                                      | Bielorussia                                                                | 0 – 4                                                                      | Russia                                                                     | Amichevole                                                                 | -                                                                          | 59’                                                                        |
| Totale                                                                     |                                                                            | Presenze                                                                   | 16                                                                         |                                                                            | Reti                                                                       | 1                                                                          |                                                                            |

## Palmarès

### Club

#### Competizioni nazionali
- Campionato bielorusso: 2

BATĖ Borisov: 2016, 2018
- Coppa di Bielorussia: 1

BATĖ Borisov: 2020-2021
- Supercoppa di Bielorussia: 1

BATĖ Borisov: 2022